# Kaffeine
Kaffeine je multimediální přehrávač pro Unix like systémy. Pro svůj běh vyžaduje KDE.
Jako výchozí využívá xine-lib výstup, ale dokáže použít také KPlayer nebo GStreamer, pokud jsou samozřejmě nainstalovány. Spolu s kodeky win32codecs přehraje téměř vše.
Přehrávač podporuje titulky (otevřete nejdříve soubor a pak stejným dialogem titulky). Také dokáže přehrávat DVD (včetně menu), video i audio CD. Podporuje streamované video, audio, lze pomocí kaffeine-mozilla-plugin integrovat do Firefoxu (do Konqueroru je integrován automaticky). S jeho pomocí lze také ripovat hudbu z audio CD.
Samozřejmostí je nastavení poměru stran, velikosti titulků atd.